# プルートのサーカス大好き
『プルートのサーカス大好き』（プルートのサーカスだいすき、原題：Wonder Dog）は、ウォルト・ディズニー・プロダクションが製作した1950年4月7日公開のアニメーション短編映画作品。プルートの短編映画シリーズの一作品である。

## あらすじ
プルートは自分の犬小屋でダイナはきっと自分を見てくれているといったような妄想にふけていた。そんな時、ダイナが家の前を通りかかる。プルートは彼女に着いて回るが、なかなか構ってもらえず、しまいに彼女はサーカスのポスターに描かれている黒い犬に求愛をするばかりであった。
不貞腐れるプルートだったが、サーカスのポスターを見て自分も芸をしてみようと試みる。早速、敷地の中に入り、サーカスの練習を始めるが、ことごとく失敗し、檻の中にいたバッチにも笑われる始末。自分のことを笑うバッチに不快感を覚えたプルートは逆にバッチを挑発して怒らせるが、バッチは檻を破壊し、プルートとバッチの追いかけっこへと展開する。しかし、それはまるでバッチがアシスタントでプルートはいつの間にか芸を披露するという不思議な光景があり、敷地の外でプルートを見ていたダイナも興奮していた。
しまいにプルートはサーカス用の大砲で飛ばされ、サーカスのポスターを打ち破った。プルートの姿を見ていたダイナは求愛のサインをし、そんなプルートは自分がスターになったかのように胸を張るのであった。

## 登場キャラクター
- プルート
- ダイナ
- バッチ